# Fannia fasciculata
Fannia fasciculata är en tvåvingeart som först beskrevs av Friedrich Hermann Loew 1873.  Fannia fasciculata ingår i släktet Fannia och familjen takdansflugor.
Artens utbredningsområde är Rumänien. Inga underarter finns listade i Catalogue of Life.